# Ruta 233 (Costa Rica)
La Ruta 233, oficialmente Ruta Nacional Secundaria 233, es una ruta nacional de Costa Rica ubicada en la provincia de Cartago.

## Descripción
En la provincia de Cartago, la ruta atraviesa el cantón de Cartago (el distrito de Oriental), el cantón de Oreamuno (el distrito de San Rafael).